# Todd Trainer
Todd Stanford Trainer es un músico estadounidense, conocido por ser el baterista de la banda de rock minimalista Shellac. También tiene un proyecto solista, llamado Brick Layer Cake. Previamente, había tocado batería con las bandas Breaking Circus y Rifle Sport, y también tocó junto a Scout Niblett en 2005.

## Vida personal
Trainer actualmente vive en Minneapolis, Minnesota, manejando una empresa de almacenaje y embarque, y mantentiendo lazos cercanos con sus familiares y con su hermana, Terri Trainer. Su pequeño lebrel italiano, llamado Uffizi, inspiró el título del cuarto álbum de Shellac, Excellent Italian Greyhound (italian greyhound es "pequeño lebrel italiano", en inglés).

## Estilo como baterista
Los críticos generalmente han favorecido el estilo brutal y primitivo de Trainer. Un artículo sobre un show de Shellac en 2001 en el New York Times describía el sonido de batería de Trainer como "sordo y obstinado, en una buena manera", mientras que el ex crítico de Pitchfork Media, Brent DiCrescenzo, escribió que "Trainer golpea su batería tan primitivamente, que podrías jurar que solo viste un taparrabos". Una crítica de Spin al álbum de Shellac Terraform declara que "Trainer resucita, y con gracia, el arte perdido del golpe Bonham", en referencia al aclamado baterista de Led Zeppelin, John Bonham.

## Brick Layer Cake
Brick Layer Cake es el proyecto solista de Trainer. Él toca todos los instrumentos y canta de una manera profunda, monótona y casi hablada. La música de Brick Layer Cake presenta tempos extremadamente lentos, acercándose al género drone. Steve Albini, compañero de Trainer en Shellac, describe a Brick Layer Cake así: "Piensa en Nick Drake tomando depresores, liderando Black Sabbath, si esque Black Sabbath solo tocara las partes buenas de sus canciones".

## Discografía

### ConShellac
- At Action Park (1994)
- Terraform (1998)
- 1000 Hurts (2000)
- Excellent Italian Greyhound (2007)

### ComoBrick Layer Cake
- Eye for an Eye - Tooth for a Tooth (1990)
- Call It A Day (1991)
- Tragedy Tragedy (1994)
- Whatchamacallit (2002)